# Grad Vivšnik
Koordinati:   46°39′54″N, 14°46′44″E
Grad Vivšnik (nemško  Schloss Weißenegg ) je bil srednjeveški dvojni grad, ki je stal na gozdnati planoti severovzhodno od dvojezične občine Ruda na avstrijskem Koroškem, v okraju Velikovec v vzhodnem delu Podjune, severno od reke Drave. Vzdrževane ruševine gradu izhajajo iz 12. stoletja.  

## Zgodovina
Grad Vivšnik oziroma njegov starejši del je bil zgrajen že v začetku 12. stoletja. Posredno se grad v pisnih virih omenja okoli leta 1120, ko se omenja vitez Wülfing iz „Wizzenecka“. V vzhodnih Alpah se z  enakim imenom imenujejo kar štirje gradovi. Vendar je verjetno ravno Rudenski tisti, iz katerega izvira plemiška rodbina Vivšnikov (nemško Weißenegger). Nato je leta 1243 v listini salzburškega nadškofa Eberharda II. omenjen neki gospod »de Wizenekke«.  Med 1244 in 1264 je nekajkrat  omenjen Dietmar Wizzenegg, ministerial bamberških škofov, ki so bili v  prvi polovici 12. stoletja lastniki posesti.
Leta 1278 se je eden od vitezov Vivšnikov boril na strani takrat še malo znanega habsburškega pretendenta na avstrijske dežele, Rudolfa I. Habsburškega, proti češkemu kralju Otokarju II in padel v Bitki na Moravskem polju. Iz tega dejstva se sklepa, da je bila rodbina Vivšnikov v tistih časih močna in vplivna koroška plemiška družina, ki je služila bamberškim škofom in bila tudi vojaško aktivna.
Že v 13. stoletju je bil grad Vivšnik sedež deželnega sodišča, pod katerega pristojnost je spadala tudi Ruda. Leta 1332 sta grad in gospostvo kupila Ulrik in Friderik von Wallsee. Že leto prej sta od Vivšnikov kupila grad Hartneidstein v Labotski dolini. 
Leta 1363 sta po smrti Eberharda von Wallsee oba gradova z gospostvi podedovala njegova bratranca  Celjska grofa Ulrik in  Herman. Leta 1425 je grof Herman II. poklonil grad Vivšnik bamberški nadškofiji, za kar je v zameno dobil grad na Muti.
Do leta 1759 je ostal grad in deželno sodišče v bamberški lasti, ki so ga škofje podeljevali v fevd. Tako ga je imela leta 1534 v fevdu družina Ungnad, leta 1539 Wildensteinerji in leta 1565 Mordaxi.  Po jožefinskih reformah je gospostvo pripadlo avstrijski državi, sam grad pa verskemu skladu. Od sklada ga je kupil baron Max Tadevž von Egger. Grad je nato še nekajkrat zamenjal lastnike. Danes se nahaja v zasebni lasti.